# Klub Miłośników Komunikacji Miejskiej w Warszawie
Klub Miłośników Komunikacji Miejskiej w Warszawie (KMKM Warszawa) – stowarzyszenie działające w Warszawie, zrzeszające miłośników komunikacji miejskiej. Klub jest posiadaczem licznej kolekcji pojazdów komunikacji miejskiej, a także pamiątek związanych z transportem. Klub mieści się w siedzibie Zarządu Transportu Miejskiego przy ulicy Grochowskiej 316/320 w Warszawie.
Klub w zakresie tworzenia taboru zabytkowego współpracuje z Miejskimi Zakładami Autobusowymi oraz Tramwajami Warszawskimi.

## Historia

### Początki działalności
Początki istnienia Klubu sięgają 1980. Po liście Leszka Pohorylesa, późniejszego pierwszego nieformalnego lidera klubu, zamieszczonego na łamach kolejowego pisma „Sygnały” zebrała się niewielka grupa pasjonatów komunikacji. Pierwsze spotkanie miało miejsce 11 kwietnia 1980 r. na terenie Ośrodka Społeczno-Wychowawczego na Ochocie. Data ta jest uznawana za początek istnienia Klubu Miłośników Komunikacji Miejskiej w Warszawie.
W styczniu 1981 patronat nad Klubem objęło Muzeum Techniki. Spotkania odbywały się w jednej z sal Pałacu Kultury i Nauki, gdzie po raz pierwszy powołano zarząd, na czele którego stanął Witold Jeleń. Po szybkim rozwoju do Klubu zaczęło należeć około 60 członków – w tym wielu miłośników z Łodzi. Tak też w październiku 1981 roku powstał odłam w Łodzi – najpierw jako Klub Miłośników Komunikacji Miejskiej w Łodzi – aktualnie jako Klub Miłośników Starych Tramwajów w Łodzi.
Wybuch stanu wojennego w grudniu 1981 zatrzymał działalność grupy pasjonatów na dwa miesiące. Później Klub działał mając ograniczone możliwości. Dopiero po zniesieniu sankcji stanu wojennego udało się wznowić działalność.

### Okres zmian
Po zerwaniu współpracy z Muzeum Techniki i Motoryzacji w 1995, patronat nad Klubem objął nowo powstały Zarząd Transportu Miejskiego w Warszawie, w którego siedzibie przez kolejne lata odbywały się spotkania. Z inicjatywy sekretarza Jacka Piotra Cegiełki, Klub pod przewodnictwem prezesa Dariusza Walczaka, rozpoczął formalizację istnienia. 26 kwietnia 2002 r. Klub został wpisany do rejestru stowarzyszeń.

#### Zabytkowy tabor
Kontakt z Zarządem Transportu Miejskiego i coraz większe możliwości rozrastającej się grupy pasjonatów skłoniły Klub do stworzenia kolekcji zabytkowego taboru. Wraz z Tramwajami Warszawskimi doprowadzono do odrestaurowania wagon A nr tab. 43 z 1908 oraz wagon C nr tab. 257.
Nagroda otrzymana w 2001 od m.st. Warszawy umożliwiła zakup i odremontowanie autobusu miejskiego Jelcz 272 MEX. W kolejnych latach kolekcja zabytkowych autobusów intensywnie rozrastała się – w 2019 liczyła 22 autobusy, a w 2020 zaczęła liczyć 32 autobusy.
Jednym z najbardziej przełomowych wydarzeń był premierowy wyjazd odremontowanego autobusu Chausson AH48 nr tab. 395 z 1950, 16 września 2013 roku. Pojazd został najpierw odkupiony od miłośników z Belgii, a następnie odrestaurowany. Autobus aktualnie stanowi jeden z najbardziej cennych zabytków motoryzacji w Polsce i jest unikatowy nawet w skali Europy.
Zabytkowy tabor zarówno autobusowy, jak i tramwajowy na dobre wpisał się w karty historii i promocji m.st. Warszawy.

## Cele i dalszy rozwój Klubu
Celem KMKM jest promocja publicznej komunikacji miejskiej, kolekcjonowanie pamiątek i zabytków związanych z publiczną komunikacją miejską, współdziałanie z instytucjami, towarzystwami oraz klubami zajmującymi się publiczną komunikacją miejską w kraju i zagranicą.
Klub działa również na rzecz utworzenia Muzeum Komunikacji Miejskiej. W niedalekich planach jest remont Ikarusa 620, wskrzeszenie trolejbusu Saurer 4TIILM wraz z przyczepą, ale także remont jednego z wagonów typu K.

## Wydarzenia

### Linie turystyczne i okolicznościowe[11]

#### Linia tramwajowa „T”[12]
Z inicjatywy Klubowiczów linia tramwajowa „T” została uruchomiona w kwietniu 1996 z okazji obchodów czterystu lat stołeczności Warszawy. Na torowisko wyjechał wagon typu A oraz wagon typu C, które kursowały z Placu Narutowicza. Początkowo linia miała być jednorazowym wydarzeniem, jednak wysokie zainteresowanie pasażerów, skłoniły władze miasta do przedłużenia funkcjonowania tramwaju.
W późniejszych latach linia zaczynała trasę z Placu Narutowicza, z wyjątkiem 1997 i 2003, gdy krańcowała na Placu Starynkiewicza. Do obsługi linii w 1997 dołączył wagon typu K. Aktualnie linia obsługiwana jest przez większość taboru zabytkowego Tramwajów Warszawskich w trybie rotacji.
Linia jest jednym z symboli turystycznej mapy Warszawy, dzięki czemu w ciągu corocznych sezonów przewozi ogromną liczbę pasażerów.

#### Linia autobusowa 100[14]
W czerwcu 2018 dzięki współpracy Klubu z Zarządem Transportu Miejskiego na ulice, po 9 latach zawieszenia, wyjechała linia "100". Obsługiwał ją Jelcz 043 i Ikarus 260 z floty stowarzyszenia. Reaktywacja była niezwykle udana.

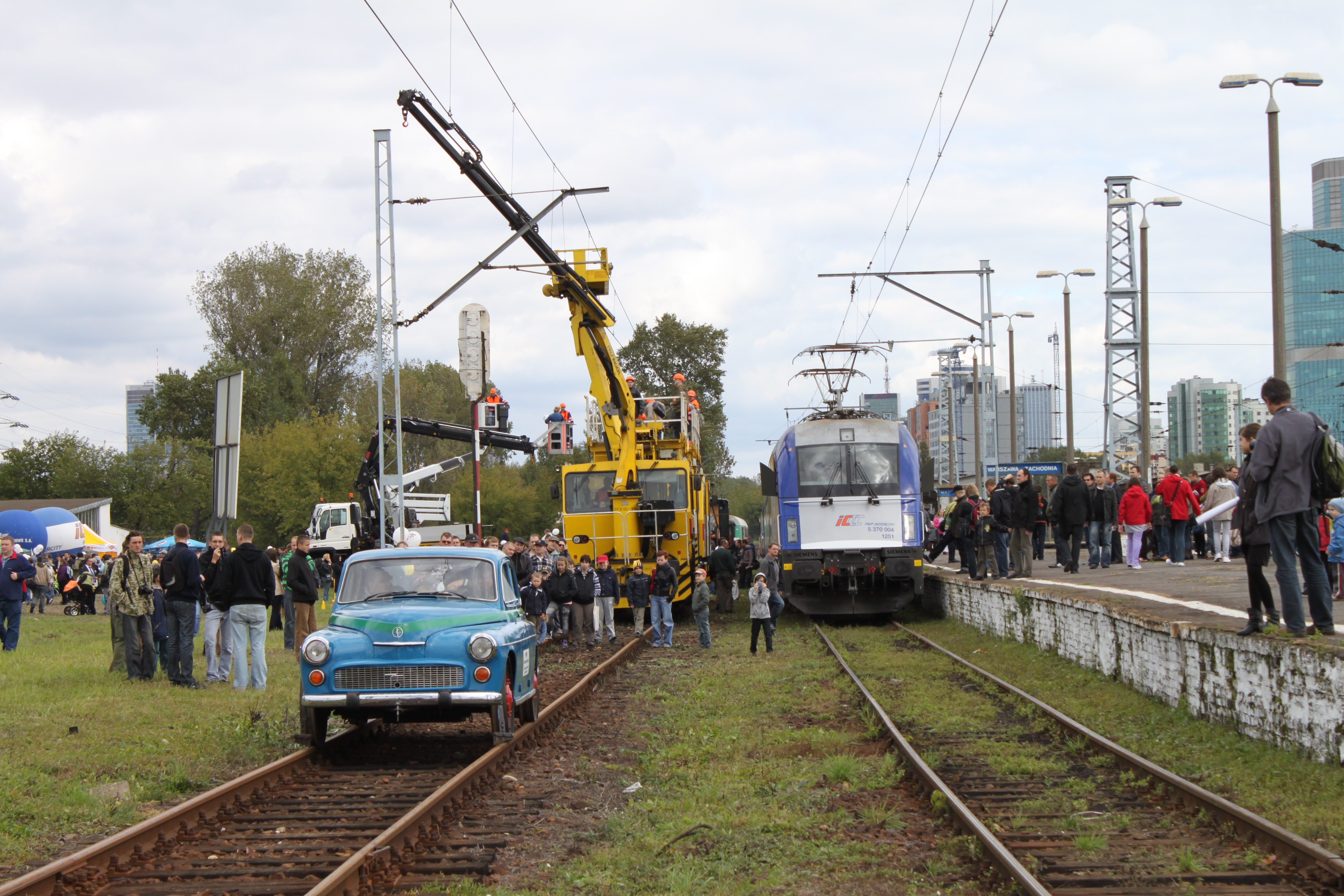
DTP 2010 na Dworcu Zachodnim.

Linię uruchomiono również w kolejnym sezonie w 2019. Do obsługi skierowano autobusy Jelcz 272 MEX oraz Jelcz PR110.

#### Inne linie okolicznościowe
Oprócz sezonowych linii turystycznych Klub uruchamia linie specjalne na różne okoliczności, rocznice, czy wydarzenia.

### Zloty i inne wydarzenia

#### Noc Muzeów[19][20]
Pierwsza Noc Muzeów została zorganizowana w 2004 z inicjatywy Klubu Miłośników Komunikacji Miejskiej. Pętla autobusowej linii muzealnej „M” znajdowała się na Starym Mieście, której obsługę zapewniały Jelcz 272 MEX nr tab. 1983 oraz Jelcz 043 nr tab. 8081. Od kolejnego roku pętla znajdowała się na Placu Bankowym. W 2006 Noc Muzeów została połączona z poprzedzającym imprezę Zlotem Ogórków, aktualnie Międzynarodowym Zlotem Zabytkowych Autobusów. Podczas kolejnej edycji w 2007 do imprezy dołączyła muzealna linia tramwajowa, która również nosiła oznaczenia „M”. Właśnie podczas tej edycji Tramwaje Warszawskie zorganizowały pierwsze Muzeum Na Szynach na pętli tramwajowej Plac Narutowicza. Od 2012 pętla autobusowych linii muzealnych znajduje się na Placu Defilad.
Podczas edycji w 2018 linie A, K i P obsługiwało łącznie 38 autobusów z różnych zakątków Polski, a sama impreza cieszyła się rekordową ilością odwiedzających i pasażerów.

#### Międzynarodowy Zlot Zabytkowych Autobusów[19]
W 2006 we współpracy z firmą Mobilis Klub zorganizował I Zlot Ogórków, gdzie wystawione zostało czternaście autobusów marki Jelcz z całej Polski, czyli tzw. Ogórków.
W kolejnych latach zaczęły pojawiać się również inne autobusy niż tylko Ogórki. W 2012 skłoniło to organizatorów do zmiany nazwy ze Zlotu Ogórków na Międzynarodowy Zlot Zabytkowych Autobusów.
W 2018 w zlocie uczestniczyły 42 zabytkowe autobusy różnych marek.

#### Dni Transportu Publicznego[22]
Pierwsze Dni Transportu Publicznego odbyły się w 2002 z inicjatywy Stowarzyszenia Sympatyków Komunikacji Szynowej. KMKM zajął się organizacją części miejskiej, która odbywała się w sobotę w Zajezdni Wola. W kolejnych latach DTP odbywały się we współpracy z Zarządem Transportu Miejskiego, Miejskimi Zakładami Autobusowymi oraz Tramwajami Warszawskimi. W późniejszych latach edycje odbywały się na innych węzłach komunikacyjnych (w 2010 i w 2011 w węźle Metro Młociny), a dopiero od 2012 w zajezdniach.

### Inne aktywności
Autobusy należące do stowarzyszenia wielokrotnie były użyczane do udziału w teledyskach (Radiohead, The Dumplings, Linia Nocna, Kuba Sienkiewicz, Niebieskie Migdały, Young Stars Team, Strachy na Lachy, Ten Typ Mes, Dawid Podsiadło) czy produkcjach filmowych (Mistrz, Ile waży koń trojański?, Popiełuszko. Wolność jest w nas, Różyczka, Być jak Kazimierz Deyna, Ida, Jack Strong, Obywatel, Czerwony Pająk, Sztuka Kochania. Historia Michaliny Wisłockiej, Zimna Wojna, Alicja i Żabka, Mowa Ptaków, Klecha, Jesienna Dziewczyna, Jak zostałem gangsterem. Historia prawdziwa, Listy do M. 4). Pojazdy występowały także w kampaniach społecznych (TVP2, Heyah) oraz reklamach telewizyjnych.

## Tabor
| Typ/model  | Producent                                      | Rok produkcji / Rok produkcji (rok przebudowy) | Numer taborowy | Zdjęcie |
| ---------- | ---------------------------------------------- | ---------------------------------------------- | -------------- | ------- |
| AH 48      | Société Anonyme des Usines Chausson            | 1950                                           | 395            |         |
| PR100      | Renault Véhicules Industriels / Berliet        | 1980                                           | 3873           |         |
| IK-160P    | Ikarus-Zemun / Jelczańskie Zakłady Samochodowe | 1986                                           | 70504          |         |
| AP-02      | Jelczańskie Zakłady Samochodowe                | 1964                                           | 2012           |         |
| PR 06      | Jelczańskie Zakłady Samochodowe                | 1967 (1976 – przebudowa)                       | T64058         |         |
| PAT-4      | Jelczańskie Zakłady Samochodowe                | 1973 (1983 – przebudowa)                       | 643            |         |
| 043        | Jelczańskie Zakłady Samochodowe                | 1974                                           | 8058           |         |
| P-01       | Jelczańskie Zakłady Samochodowe                | 1976                                           | 618            |         |
| PR 0062    | Jelczańskie Zakłady Samochodowe                | 1976 (1986 – przebudowa)                       | 64502          |         |
| 043 cabrio | Jelczańskie Zakłady Samochodowe                | 1976 (1989 – przebudowa)                       | 8083           |         |
| 272 MEX    | Jelczańskie Zakłady Samochodowe                | 1977                                           | 1983           |         |
| PR110U     | Jelczańskie Zakłady Samochodowe                | 1978                                           | 5299           |         |
| 043        | Jelczańskie Zakłady Samochodowe                | 1986                                           | 8081           |         |
| M11        | Jelczańskie Zakłady Samochodowe                | 1988                                           | 95             |         |
| L11        | Jelczańskie Zakłady Samochodowe                | 1989                                           | 90904          |         |
| PR110M     | Jelczańskie Zakłady Samochodowe                | 1991                                           | 4617           |         |
| 120MM/1    | Jelczańskie Zakłady Samochodowe                | 1993                                           | 4340           |         |
| M121M      | Zakłady Samochodowe Jelcz S.A                  | 1998                                           | 4891           |         |
| H-100A     | Sanocka Fabryka Autobusów                      | 1972                                           | 8082           |         |
| H-100B     | Sanocka Fabryka Autobusów                      | 1973                                           | 160            |         |
| 66         | Ikarus                                         | 1972                                           | –              |         |
| 280/PAT-44 | Ikarus                                         | 1980 (1987 – przebudowa)                       | 691            |         |
| 280/PAT-44 | Ikarus                                         | 1981 (1987 – przebudowa)                       | 646            |         |
| 260.04     | Ikarus                                         | 1982                                           | 289            |         |
| 280.26     | Ikarus                                         | 1987                                           | 2600           |         |
| 435.05D    | Ikarus                                         | 1993                                           | 1501           |         |
| 260.73A    | Ikarus                                         | 1994                                           | 6306           |         |
| 405.01     | Ikarus                                         | 1994                                           | 6454           |         |
| 411.08     | Ikarus                                         | 1995                                           | 6550           |         |
| 280.70E    | Ikarus                                         | 1998                                           | 5715           |         |
| 398.20     | Ikarus EAG                                     | 1995                                           | 398            |         |
| Urbino 15  | Solaris Bus & Coach                            | 2000                                           | 8731           |         |

| Typ/model | Producent | Rok produkcji | Numer taborowy | Zdjęcie |
| 4TIILM    | Saurer    | 1957          | T016           |         |
| APE4/80   | Moser     | 1969          | P003           |         |
| APE4/80   | Moser     | 1970          | P004           |         |

| Typ/model | Producent                                      | Rok produkcji | Numer taborowy | Zdjęcie |
| --------- | ---------------------------------------------- | ------------- | -------------- | ------- |
| A         | Falkenried                                     | 1906          | 43             |         |
| C         | Lilpop, Rau i Lowenstein                       | 1925          | 257            |         |
| W         | Warszawskie Warsztaty Główne                   | 1928          | 2204           |         |
| K         | Gdańska Fabryka Wagonów                        | 1940          | 403-1          |         |
| K         | Gdańska Fabryka Wagonów                        | 1940          | 3909           |         |
| K         | Wspólnota Interesów Huty "Królewska" i "Laura" | 1940          | 445            |         |
| K         | Wspólnota Interesów Huty "Królewska" i "Laura" | 1940          | 446            |         |
| Lw        | Linke-Hofman-Werke                             | 1925          | 541            |         |
| ND₂       | Sanocka Fabryka Wagonów                        | 1951          | 1620           |         |
| N         | Chorzowska Wytwórnia Konstrukcji Stalowych     | 1949          | 607            |         |
| N         | Chorzowska Wytwórnia Konstrukcji Stalowych     | 1951          | 734            |         |
| N₃        | Chorzowska Wytwórnia Konstrukcji Stalowych     | 1953          | 716            |         |
| N₃        | Chorzowska Wytwórnia Konstrukcji Stalowych     | 1955          | 775            |         |
| ND3       | Chorzowska Wytwórnia Konstrukcji Stalowych     | 1955          | 1727           |         |
| 4NJ       | Chorzowska Wytwórnia Konstrukcji Stalowych     | 1957          | 838            |         |
| 4ND₁      | Chorzowska Wytwórnia Konstrukcji Stalowych     | 1961          | 1811           |         |
| 4N        | Chorzowska Wytwórnia Konstrukcji Stalowych     | 1961          | 873            |         |
| 13N       | Chorzowska Wytwórnia Konstrukcji Stalowych     | 1959          | 503            |         |
| 13N       | Chorzowska Wytwórnia Konstrukcji Stalowych     | 1967          | 407            |         |
| 13NS      | Chorzowska Wytwórnia Konstrukcji Stalowych     | 1968          | 534            |         |
| 13N       | Chorzowska Wytwórnia Konstrukcji Stalowych     | 1968          | 535            |         |
| 13N       | Chorzowska Wytwórnia Konstrukcji Stalowych     | 1968          | 642            |         |
| 13N       | Chorzowska Wytwórnia Konstrukcji Stalowych     | 1969          | 795            |         |
| 13N       | Chorzowska Wytwórnia Konstrukcji Stalowych     | 1969          | 821+818        |         |
| 102N      | Chorzowska Wytwórnia Konstrukcji Stalowych     | 1969          | 5              |         |
| 102Na     | Chorzowska Wytwórnia Konstrukcji Stalowych     | 1971          | 42             |         |
| 105Na     | Chorzowska Wytwórnia Konstrukcji Stalowych     | 1975          | 1000           |         |
| 105Na     | Chorzowska Wytwórnia Konstrukcji Stalowych     | 1975          | 1001           |         |
| 105Na     | Chorzowska Wytwórnia Konstrukcji Stalowych     | 1988          | 1252+1251      |         |
| 4EGTW     | Credé                                          | 1956          | 205            |         |